# Ina Rarisch
Ina Rarisch (* 8. Juni 1926 in Meißen; † 7. Februar 2012 in Dresden) war eine deutsche Filmregisseurin und Animatorin.

## Leben und Werk
Ina Rarisch legte 1946 das Abitur ab und absolvierte anschließend bis 1949 eine Schauspielausbildung. Sie arbeitete an verschiedenen Theatern in Dresden und betätigte sich auf dem Gebiet des politischen Kabaretts.
Ab 1951 widmete sich Rarisch dem Puppentheater und wurde Ensemblemitglied im Staatlichen Puppentheater Dresden. 1956 führte sie das Puppenspiel zum DEFA-Studio für Trickfilme. Dort arbeitete sie zunächst im Drehstab des Regisseurs Herbert K. Schulz, später bei Johannes Hempel. 1969 begann Rarisch ein externes Regie-Studium an der Hochschule für Film und Fernsehen in Babelsberg und schloss dieses 1975 ab. 
Rarisch entwickelte sich zu einer Expertin auf dem Gebiet des Puppentrickfilms. Zu ihren bekanntesten und künstlerisch gelungensten Werken zählen Das rote Ahornblatt, eine Adaption eines asiatischen Märchens, sowie Klein Zaches, genannt Zinnober nach E. T. A. Hoffmann. 1988 ging Ina Rarisch in den Ruhestand.

## Filmografie (Auswahl)
- 1961: Die seltsame Historia von den Schiltbürgern (Sprecherin, Puppenführung)
- 1969: Paulchen Haselnuß
- 1975: Das rote Ahornblatt
- 1978: Klein Zaches, genannt Zinnober
- 1981: Das häßliche junge Entlein
- 1985: Cäcilie, die Vogelscheuche
- 1987: So ein Hundeleben (Dackel Oskar)